# Chromeo
Chromeo est un duo d'electro-funk basé à Montréal, et New York. Le duo est formé de P-Thugg (Patrick Gemayel) et de Dave 1 (David Macklovitch, frère d'Alain Macklovitch plus connu sous le pseudonyme d'A-Trak). Les deux se sont rencontrés durant leur jeunesse. Dave 1 possède un doctorat en littérature française et enseigne à l'université Columbia. Ce dernier a été élu professeur le plus sexy de Columbia pour l'année 2010.

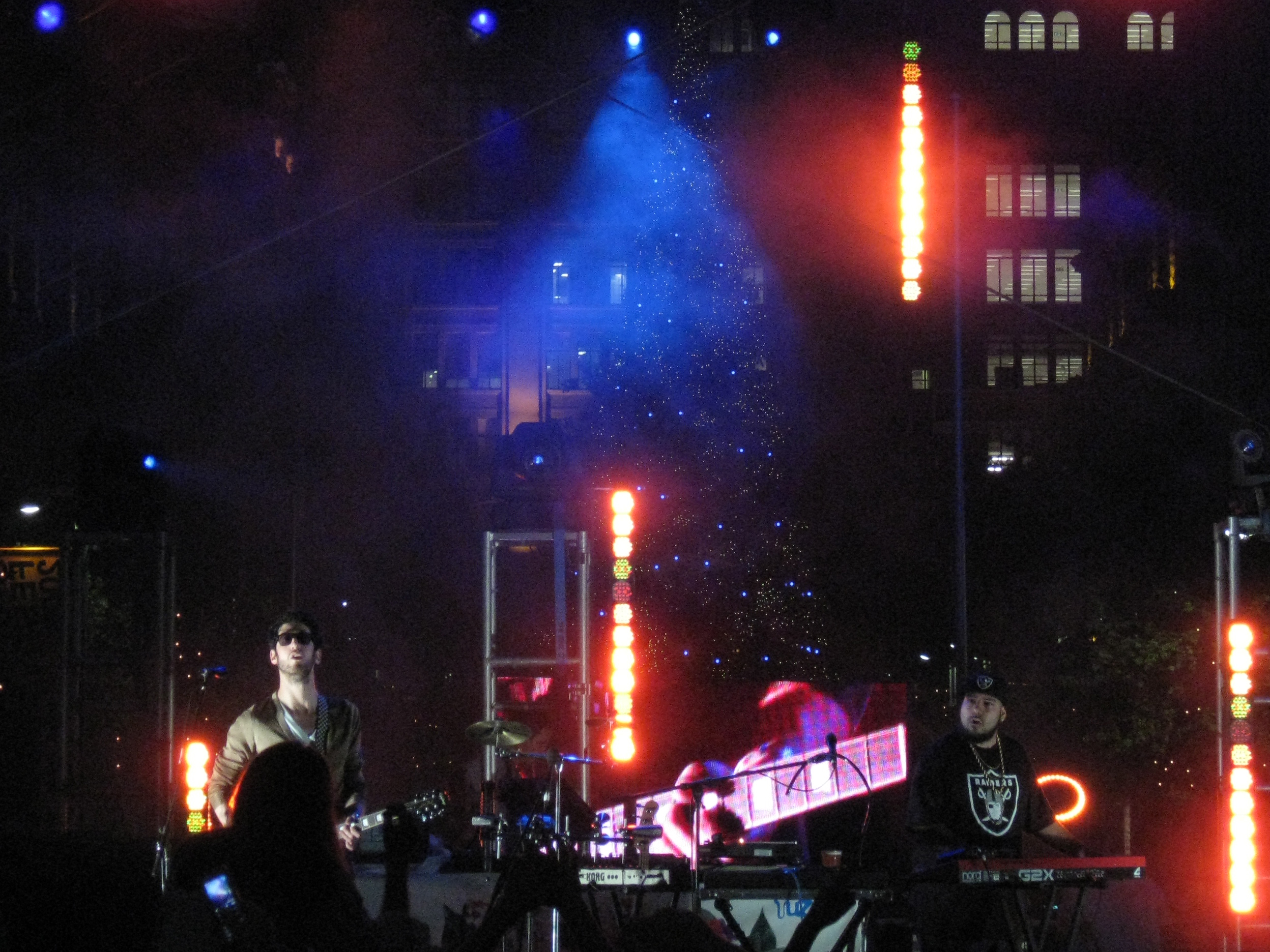
Chromeo en concert

## Influences
En 2007, ils citent les albums de DJ Quik Safe + Sound et de Jodeci The Show,The After Party, The Hotel comme références.

## Discographie

### Singles et EP
2020 : Bend the Rules

### Remixes
| Année | Artiste          | Titre                         |
| ----- | ---------------- | ----------------------------- |
| 2004  | Cut Copy         | No Future                     |
| 2006  | Lenny Kravitz    | Breathe                       |
| 2007  | Feist            | Sealion                       |
| 2008  | Vampire Weekend  | The Kids Don't Stand A Chance |
| 2008  | Treasure Fingers | Cross The Dancefloor          |
| 2009  | Tiga             | What You Need                 |
| 2017  | Lorde            | Green Light                   |
| 2018  | Maroon 5         | Wait                          |
| 2020  | Dirty Projectors | Lose your love                |
| 2021  | Daði Freyr       | 10 Years                      |

## Autres apparitions
- Film de planche à neige Chulksmack de Mack Dawg Productions (2004)
  - Mercury Tears (de l'album She's in Control)
- Film de planche à neige First Chair Last Call de la compagnie de vêtements de sport Special Blend
  - Fancy Footwork (de l'album Fancy Footwork)
- Film de surf Clay Marzo: Just Add Water de la compagnie de vêtements de sport Quiksilver
  - Fancy Footwork (de l'album Fancy Footwork)
- Film Step Up 3D de Jon Chu (2010)
  - Fancy Footwork.
- Jeu vidéo FIFA 09 (2008)
  - Bonafied Lovin (Yuksek remix)
- Jeu vidéo FIFA 11 (2010)
  - Don't Turn The Lights On
- Série TV Chuck (2010)
  - J'ai claqué la porte
- Série TV Community (2008), saison 2, épisode 15 : Le romantisme à l'aube du 21e siècle
  - Fancy Footwork
- Jeu Dirt 3 (2011)
  - Don't Turn The Lights On
- Jeu Forza Horizon (2012)
  - Hot Mess (Duck Sauce remix)
- Jeu Need for Speed Pro Street (2007)
  - Fancy Footwork (Guns 'N Bombs Remix)
- Jeu Forza Horizon 2 (2014)
  - Jealous (I Ain't With It)
  - Come Alive

- Jeu Just Dance 2020 (2019)
  - Fancy Footwork